# 프로그먼
《프로그먼》(영어: The Frogmen)은 1951년 개봉한 미국의 영화이다. 미국 해군 스쿠버다이빙을 중심에 둔 최초의 영화로, 네이비 실의 전신이며 "frogmen"으로 불리던 UDT(Underwater Demolition Team)를 소재로 했다. 미국 국방부와 미국 해군의 적극적 협조 속에 제작되었다. 아카데미 촬영상 후보에 올랐으나 《젊은이의 양지》(1951)에게 놓쳤다.

## 줄거리
UDT 4의 지휘관이 작전 도중 사망한 뒤 완고한 존 로런스 소령이 새로 부임한다. 일본군이 점령 중인 섬 공격에 앞서 해변의 위험물을 제거하는 과정에서 소령을 겁쟁이로 여기게 된 제이크 플래니건은 사사건건 반목하기 시작한다.

## 출연
- 리처드 위드마크 - 존 로런스 소령 역
- 데이나 앤드루스 - 제이크 플래니건 팀장 역
- 게리 메릴